# El Recodo (Sonora)
El Recodo es una congregación del municipio de Navojoa ubicada en el sur del estado mexicano de Sonora, en la zona del valle del río Mayo. Según los datos del Censo de Población y Vivienda realizado en 2010 por el Instituto Nacional de Estadística y Geografía (INEGI), El Recodo tiene un total de 1050 habitantes. Fue fundada en los años 1920.

## Geografía
El Recodo se sitúa en las coordenadas geográficas 27°4′30″ de latitud norte y 109°31′29″ de longitud oeste del meridiano de Greenwich, a una elevación de 34 metros sobre el nivel del mar.